# アメリカン・ミュージック・アワード
アメリカン・ミュージック・アワード（アメリカ音楽賞、American Music Awards）は、アメリカの音楽賞の1つ。アメリカ3大音楽賞の1つで、ファンの投票によって受賞者が決められるという特徴がある。

## 概説
この賞は、1971年、1972年と連続してABCが放映してきたグラミー賞が、1973年にテネシー州ナッシュビルに会場を移すと共に、CBSの放送に切り替わったのを受け、ディック・クラークがグラミー賞に対抗して創設した。第1回はロジャー・ミラー、ヘレン・レディ、スモーキー・ロビンソンの3名が司会として授賞式を取り仕切った。
グラミー賞では、エンターテインメント産業の業界人に投票によって受賞者が選ばれるが、アメリカン・ミュージック・アワードでは、ファンの投票で受賞者が選ばれる。名目上では、グラミー賞が音楽の水準を、アメリカン・ミュージック・アワードとビルボード・ミュージック・アワードが音楽の人気を重視するという形で差別化を図ることで、それぞれが権威と視聴率獲得を目指し競争してきている。これら三大主要音楽賞のどれに出演するかに関して、アーティストたちが圧力を受けているという話は、タブロイド紙のゴシップ記事や論争が好んで掲載する内容である。
1996年に「最優秀アーティスト賞」という新たな賞が設けられ、ガース・ブルックスに贈られた。しかし、ブルックスは、この1年間自分は何もしていないので賞は受け取れないという趣旨の短いスピーチをし、演壇に贈呈された賞を放置して去った。翌年からこの賞は廃止されたが、2001年から復活している。
賞が創設されて以来、授賞式は複数の司会によって行われてきた。例えば、今まで最も多く司会を務めてきたグレン・キャンベルがカントリーミュージック協会賞を取り仕切り、他のアーティストが自分のジャンルの部門を司会するという形式が採られてきた。しかし近年、単独での司会進行形式が採用されている。
1973年の第1回から2003年まで、授賞式は1月の半ばから終わりにかけて開かれてきたが、それ以降は、現在のところ大きな授賞式（ゴールデン・グローブ賞やアカデミー賞など）と競合しない11月の初めにノキア・シアターで開催されている。
これまで最も多くの受賞を果たしてきたグループは22回を数えるアラバマであり、単独歌手としては23回のホイットニー・ヒューストンが最高である。また1年で最も多く部門賞を獲得したのは、1983年のマイケル・ジャクソン「スリラー」と、1993年のホイットニー・ヒューストン『ボディガード・サウンドトラック』で、8部門を獲得した（ただし、両者とも「功労賞 (Award of Merit)」の受賞が含まれている）。
日本との関わりについて、1991年、3月14日から11日間、横浜アリーナにて、「American Music Awards Concert Series」が開催された。ホイットニー・ヒューストン、ケニー・ロジャース、ボビー・ブラウン、シンディー・ローパー、グロリア・エステファンなどが来日、日本からは、THE ALFEEが出演した。尚、ライブ当日の模様は、Wowowで放映された。

## 歴史
| 回 | 年     | 最優秀アーティスト             | 最優秀ポップ/ロック 男性アーティスト | 最優秀ポップ/ロック 女性アーティスト | 会場                                                        |
| -- | ------ | ------------------------------ | ------------------------------------ | ------------------------------------ | ----------------------------------------------------------- |
| 1  | 1974年 | -                              | ジム・クロウチ                       | ヘレン・レディ                       | アール・キャロル・シアター                                  |
| 2  | 1975年 | -                              | ジョン・デンバー                     | オリビア・ニュートン＝ジョン         | サンタモニカ・シヴィック・オーディトリアム                  |
| 3  | 1976年 | -                              | ジョン・デンバー                     | オリビア・ニュートン＝ジョン         | サンタモニカ・シヴィック・オーディトリアム                  |
| 4  | 1977年 | -                              | エルトン・ジョン                     | オリビア・ニュートン＝ジョン         | サンタモニカ・シヴィック・オーディトリアム                  |
| 5  | 1978年 | -                              | バリー・マニロウ                     | リンダ・ロンシュタット               | サンタモニカ・シヴィック・オーディトリアム                  |
| 6  | 1979年 | -                              | バリー・マニロウ                     | リンダ・ロンシュタット               | サンタモニカ・シヴィック・オーディトリアム                  |
| 7  | 1980年 | -                              | バリー・マニロウ                     | ドナ・サマー                         | ABCスタジオ                                                 |
| 8  | 1981年 | -                              | ケニー・ロジャース                   | バーブラ・ストライサンド             | ABCスタジオ                                                 |
| 9  | 1982年 | -                              | ケニー・ロジャース                   | パット・ベネター                     | シュライン・オーディトリアム                                |
| 10 | 1983年 | -                              | ジョン・メレンキャンプ               | オリビア・ニュートン＝ジョン         | シュライン・オーディトリアム                                |
| 10 | 1983年 | -                              | リック・スプリングフィールド         | オリビア・ニュートン＝ジョン         | シュライン・オーディトリアム                                |
| 11 | 1984年 | -                              | マイケル・ジャクソン                 | パット・ベネター                     | シュライン・オーディトリアム                                |
| 12 | 1985年 | -                              | ライオネル・リッチー                 | シンディ・ローパー                   | シュライン・オーディトリアム                                |
| 13 | 1986年 | -                              | ブルース・スプリングスティーン       | ティナ・ターナー                     | シュライン・オーディトリアム                                |
| 14 | 1987年 | -                              | ライオネル・リッチー                 | ホイットニー・ヒューストン           | シュライン・オーディトリアム                                |
| 15 | 1988年 | -                              | ポール・サイモン                     | ホイットニー・ヒューストン           | シュライン・オーディトリアム                                |
| 16 | 1989年 | -                              | ジョージ・マイケル                   | ホイットニー・ヒューストン           | シュライン・オーディトリアム                                |
| 17 | 1990年 | -                              | ボビー・ブラウン                     | ポーラ・アブドゥル                   | シュライン・オーディトリアム                                |
| 18 | 1991年 | -                              | フィル・コリンズ                     | ジャネット・ジャクソン               | シュライン・オーディトリアム                                |
| 19 | 1992年 | -                              | マイケル・ボルトン                   | ポーラ・アブドゥル                   | シュライン・オーディトリアム                                |
| 20 | 1993年 | -                              | マイケル・ボルトン                   | マライア・キャリー                   | シュライン・オーディトリアム                                |
| 21 | 1994年 | -                              | エリック・クラプトン                 | ホイットニー・ヒューストン           | シュライン・オーディトリアム                                |
| 22 | 1995年 | -                              | マイケル・ボルトン                   | マライア・キャリー                   | シュライン・オーディトリアム                                |
| 23 | 1996年 | ガース・ブルックス (※受賞拒否) | マイケル・ジャクソン                 | マライア・キャリー                   | シュライン・オーディトリアム                                |
| 24 | 1997年 | -                              | エリック・クラプトン                 | アラニス・モリセット                 | シュライン・オーディトリアム                                |
| 25 | 1998年 | -                              | ベイビーフェイス                     | セリーヌ・ディオン                   | シュライン・オーディトリアム                                |
| 26 | 1999年 | -                              | エリック・クラプトン                 | セリーヌ・ディオン                   | シュライン・オーディトリアム                                |
| 27 | 2000年 | -                              | ウィル・スミス                       | シャナイア・トゥエイン               | シュライン・オーディトリアム                                |
| 28 | 2001年 | 'N Sync                        | キッド・ロック                       | フェイス・ヒル                       | シュライン・オーディトリアム                                |
| 29 | 2002年 | U2                             | レニー・クラヴィッツ                 | ジャネット・ジャクソン               | シュライン・オーディトリアム                                |
| 30 | 2003年 | -                              | エミネム                             | シェリル・クロウ                     | シュライン・オーディトリアム                                |
| 31 | 2003年 | マドンナ                       | キッド・ロック                       | ジェニファー・ロペス                 | シュライン・オーディトリアム                                |
| 32 | 2004年 | ケニー・チェズニー             | アッシャー                           | シェリル・クロウ                     | シュライン・オーディトリアム                                |
| 33 | 2005年 | ケリー・クラークソン           | ウィル・スミス                       | グウェン・ステファニー               | シュライン・オーディトリアム                                |
| 34 | 2006年 | ラスカル・フラッツ             | ショーン・ポール                     | ケリー・クラークソン                 | シュライン・オーディトリアム                                |
| 35 | 2007年 | キャリー・アンダーウッド       | ジャスティン・ティンバーレイク       | ファーギー                           | マイクロソフトシアター (2015年までの名称はノキア・シアター) |
| 36 | 2008年 | クリス・ブラウン               | クリス・ブラウン                     | リアーナ                             | マイクロソフトシアター (2015年までの名称はノキア・シアター) |
| 37 | 2009年 | テイラー・スウィフト           | マイケル・ジャクソン                 | テイラー・スウィフト                 | マイクロソフトシアター (2015年までの名称はノキア・シアター) |
| 38 | 2010年 | ジャスティン・ビーバー         | ジャスティン・ビーバー               | レディー・ガガ                       | マイクロソフトシアター (2015年までの名称はノキア・シアター) |
| 39 | 2011年 | テイラー・スウィフト           | ブルーノ・マーズ                     | アデル                               | マイクロソフトシアター (2015年までの名称はノキア・シアター) |
| 40 | 2012年 | ジャスティン・ビーバー         | ジャスティン・ビーバー               | ケイティ・ペリー                     | マイクロソフトシアター (2015年までの名称はノキア・シアター) |
| 41 | 2013年 | テイラー・スウィフト           | ジャスティン・ティンバーレイク       | テイラー・スウィフト                 | マイクロソフトシアター (2015年までの名称はノキア・シアター) |
| 42 | 2014年 | ワン・ダイレクション           | サム・スミス                         | ケイティ・ペリー                     | マイクロソフトシアター (2015年までの名称はノキア・シアター) |
| 43 | 2015年 | ワン・ダイレクション           | エド・シーラン                       | アリアナ・グランデ                   | マイクロソフトシアター (2015年までの名称はノキア・シアター) |
| 44 | 2016年 | アリアナ・グランデ             | ジャスティン・ビーバー               | セレーナ・ゴメス                     | マイクロソフトシアター (2015年までの名称はノキア・シアター) |
| 45 | 2017年 | ブルーノ・マーズ               | ブルーノ・マーズ                     | レディー・ガガ                       | マイクロソフトシアター (2015年までの名称はノキア・シアター) |
| 46 | 2018年 | テイラー・スウィフト           | ポスト・マローン                     | テイラー・スウィフト                 | マイクロソフトシアター (2015年までの名称はノキア・シアター) |
| 47 | 2019年 | テイラー・スウィフト           | カリード                             | テイラー・スウィフト                 | マイクロソフトシアター (2015年までの名称はノキア・シアター) |
| 48 | 2020年 | テイラー・スウィフト           | ジャスティン・ビーバー               | テイラー・スウィフト                 | マイクロソフトシアター (2015年までの名称はノキア・シアター) |
| 49 | 2021年 | BTS                            | エド・シーラン                       | テイラー・スウィフト                 | マイクロソフトシアター (2015年までの名称はノキア・シアター) |
| 50 | 2022年 | テイラー・スウィフト           | ハリー・スタイルズ                   | テイラー・スウィフト                 | マイクロソフトシアター (2015年までの名称はノキア・シアター) |